# تاريخ الأمس (قصة قصيرة)

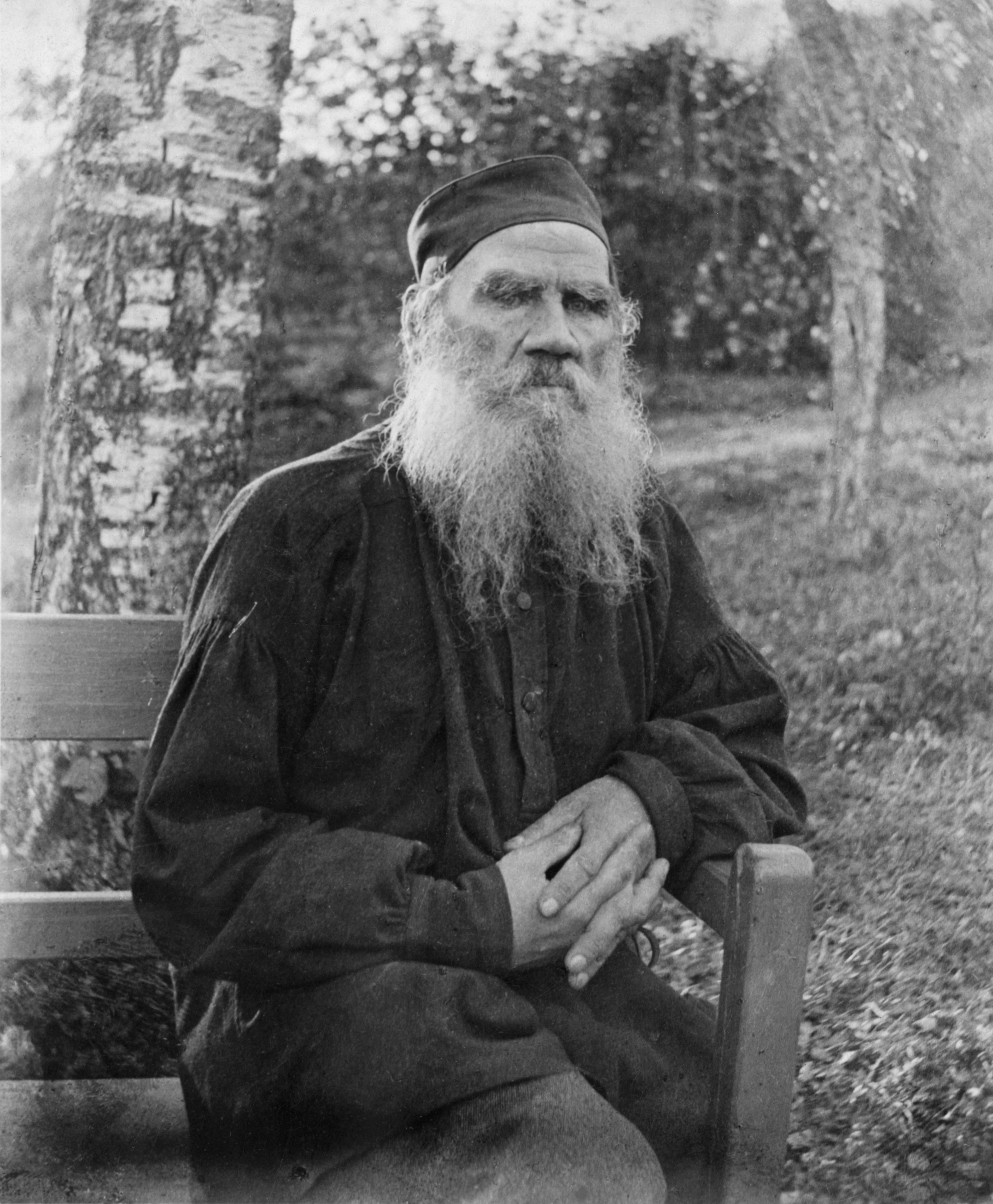
ليو تولستوي 1897

تاريخ الأمس (بالروسية: История вчерашнего дня) هي عبارة عن يوميات، غير خيالية، كتبها ليو تولستوي في عام 1851م  وأعيد نشرها لاحقًا باللغة الإنجليزية في عام 1928م، ثم مرة أخرى في عام 1949م، عندما ترجمها جورج كلاين. وهي واحدة من أقدم أعماله المكتوبة باللغة الإنجليزية. صدرت في حوالي 24 صفحة.
وفقًا للموقع الأمريكي «صالون» في عام 2015م، قال تولستوي إن اختياره لكتابة هذا العمل لم يكن «لأن الأمس كان استثنائيًا بأي شكل من الأشكال... ولكن لأنني كنت أرغب منذ فترة طويلة في إخبار الجانب الأعمق من الحياة في يوم واحد. الله وحده يعلم كم عدد الانطباعات والأفكار المتنوعة».
يصف المؤلف والصحفي البريطاني أندرو نورمان ويلسون إدخال اليوميات على أنه وصف لتراخي تولستوي المبكر، وحول كيفية تحوله، وعن سهراته، وحفلاته في مقر إقامته بموسكو ويصفها بأنها «لقطة سريعة لبعض العناصر غير المطورة من عبقريته قبل أن» يتبلور«أو يكتمل نضجه».

## مقتطفات من القصة
بدأ تولستوي قصته قائلاً:
"أنا أكتب تاريخ الأمس ليس لأن الأمس كان استثنائيًا بأي شكل من الأشكال، لأنه قد يُسمى بالأحرى عاديًا، ولكن لأنني كنت أرغب منذ فترة طويلة في تتبع الجانب الحميم من الحياة خلال يوم كامل. وحده الله يعلم عدد الانطباعات المتنوعة والمشتتة، جنبًا إلى جنب مع الأفكار التي توقظها، والتي تحدث في يوم واحد. قد تكون غامضة ومربكة، لكنها مع ذلك مفهومة لأذهاننا. إذا كان من الممكن لي أن أعيد سردها جميعًا حتى أتمكن بنفسي من قراءة الحكاية بسهولة وحتى يتمكن الآخرون من قراءتها كما أفعل، فسوف ينتج عن ذلك كتاب تعليمي وممتع؛ ولن يكون هناك ما يكفي من الحبر في العالم لكتابته، أو التنضيد لطباعته. لكن لتكمل القصة. لقد نهضت في وقت متأخر أمس - في الساعة العاشرة والربع - لأنني تمددت للنوم بعد الثانية عشرة. (لقد اتخذت منذ فترة طويلة قاعدة بعدم التمدد للنوم بعد الثانية عشرة، ولكن هذا يحدث لي ثلاث مرات على الأقل في الأسبوع). لكن هناك ظروف أعتبر فيها هذا خطأ أكثر منه جريمة. هذه الظروف مختلفة؛ بالأمس كانوا على النحو التالي: هنا يجب أن أعتذر عن العودة إلى أول أمس. ولكن بعد ذلك، يكتب الروائيون قصصًا كاملة عن أسلاف أبطالهم. كنت ألعب الورق. ليس على الإطلاق من شغف اللعبة، كما قد يبدو؛ لا أكثر، في الواقع، من شغف اللعبة أكثر من شخص يرقص رقصة البولكا يفعل ذلك من شغف التنزه. اقترح روسو، من بين أشياء أخرى اقترحها ولم يوافق عليها أحد، لعب الكأس والكرة في المجتمع من أجل إبقاء الأيدي مشغولة. لكن هذا نادرا ما يكفي. في المجتمع، يجب أن يكون الرأس مشغولًا أيضًا، أو على الأقل يجب أن يتم توظيفه بشكل يسمح بالصمت على قدم المساواة مع المحادثة. تم اختراع مثل هذا العمل: لعب الورق. يشكو الجيل الأكبر سنًا من أنه "لا توجد محادثة في الوقت الحاضر". لا أعرف كيف كان الناس في الأيام الخوالي (يبدو لي أن الناس كانوا دائمًا نفس الشيء)، لكن المحادثة لا يمكن أن تكون أبدًا.
تنتهي قصة «تاريخ الأمس» بكلمات تولستوي:
"ما زلت أؤمن، ما زلت أسعى، ما زلت أنتظر شيئًا ما. لا يبدو لي دائمًا عندما أكون في شك فيما إذا كنت سأفعل شيئًا يقوله الصوت: لن تفعل ذلك حقًا، ولن تذهب إلى هناك، ومع ذلك كانت السعادة في انتظارك؛ الآن تركته يهرب إلى الأبد. يبدو لي دائمًا أن شيئًا ما على وشك البدء بدوني. على الرغم من أن هذا سخيف، إلا أنه السبب في أنني سافرت عبر نهر الفولغا إلى أستراخان. اعتدت أن أخاف وأخجل من التصرف بناءً على هذه الأسس السخيفة، لكن بغض النظر عن مدى تفحصي لحياتي الماضية، أجد أنني في الغالب قد تصرفت على أسس لم تكن أقل سخافة. لا أعرف كيف يكون الأمر مع الآخرين، لكنني معتاد على ذلك، وبالنسبة لي أصبحت الكلمات: "تافهة" و"مضحك"، كلمات بلا معنى. أين الأسباب "الكبيرة" و"الجادة"؟
انطلقت إلى عبّارة موسكو وبدأت أتجول بين القوارب والطوافات. «هل تم أخذ هذه القوارب؟ هل يوجد واحد مجاني؟» سألت مجموعة من بحارة الميناء الذين كانوا يقفون على الشاطئ. «وماذا تتطلب عبادتك؟» سألني رجل عجوز بلحية طويلة في معطف فلاح رمادي وقبعة من صوف الخراف. - «قارب إلي أستراخان.. حسنًا، يمكن توفير ذلك يا سيدي».

## نقد وتعليقات
كتب الموقع الأمريكي «صالون»: «في مارس 1851، شرع تولستوي البالغ من العمر 22 عامًا في مشروع مخطط طويل آخر: كتابة سرد كامل ليوم واحد - تاريخ الأمس. وقع اختياره في 24 مارس:» ليس لأن الأمس كان استثنائيًا بأي شكل من الأشكال. . . ولكن لأنني كنت أرغب منذ فترة طويلة في التحدث عن الجانب الأعمق من الحياة في يوم واحد«. تم تصورها على أنها تجربة: إلى أين ستأخذه عملية الكتابة؟ (كان تولستوي يكتب لنفسه بمفرده؛ في الواقع، في حياته، ظل مشروع» تاريخ الأمس«غير منشور). إن استعارة الذات، أو الحياة، ككتاب، الصورة التي سيعود إليها تولستوي طوال حياته، تظهر لأول مرة هنا... يعتقد أن معرفة الذات تستند إلى الشعور وأن كل ما عليه فعله هو» جعل روحي شفافة للقارئ«... يبدو أن تولستوي، في عام 1851، قد اشتبه في أن المشكلة تكمن في السرد نفسه. مع العلم أنه» لا يوجد ما يكفي من الحبر في العالم لكتابة مثل هذه القصة، أو عمال طباعة لطبعها«... في» تاريخ الأمس«لتولستوي، يبدأ اليوم (الوحدة الطبيعية للوقت) في الصباح، ويتحرك بسرعة إلى المساء السابق، ثم يعود ببطء نحو الصباح الأول. الوقت يتدفق إلى الوراء، مكونًا دائرة. في النهاية، لم يكتب تولستوي تاريخ الأمس بل تاريخ أول أمس».

## وصلات خارجية
https://stringfixer.com/ar/A_History_of_Yesterday تاريخ الأمس (قصة قصيرة)
https://www.salon.com/2015/01/11/leo_tolstoys_theory_of_everything/ تاريخ الأمس (قصة قصيرة)
https://www.ourcivilisation.com/smartboard/shop/smmnsej/tolstoy/chap2.htm تاريخ الأمس (قصة قصيرة)